# La giusta causa
La giusta causa (Just Cause) è un film del 1995 diretto da Arne Glimcher. È ispirato al romanzo omonimo di John Katzenbach, ma liberamente riadattato.

## Trama
Paul Armstrong, un professore liberale di Harvard ed ex avvocato di successo e oppositore della pena capitale, è convinto da una donna anziana di colore a recarsi in Florida per indagare e dimostrare l'innocenza del nipote Bobby Earl Ferguson. Questi, otto anni prima, era stato accusato di avere stuprato e ucciso  una ragazzina di dieci anni, Joanie Shriver. Ferguson dice ad Armstrong di essere stato indotto a una falsa confessione dal detective afroamericano Tanny Brown con la violenza, giocando alla roulette russa.
Ferguson continua ad affermare la sua innocenza e convince Armstrong ad occuparsi del suo caso per non finire sulla sedia elettrica. Armstrong, su suggerimento di Ferguson, scopre che l'omicidio è stato commesso da Blair Sullivan, un serial killer in attesa di esecuzione nel braccio della morte. Secondo Ferguson, Sullivan, con l'uso di criptici indizi biblici, si accuserebbe dell'omicidio della giovane, rivelando anche la posizione del coltello usato per uccidere la ragazza. Armstrong e Brown si recano sul posto, dove Armstrong chiede a Brown di recuperare il coltello, in quanto è lui l'ufficiale di polizia. Brown cerca di convincere Armstrong ad abbandonare l'indagine. Armstrong scopre allora perché Brown è così determinato a tenere Ferguson in prigione: la ragazza assassinata era la migliore amica della figlia di Brown. Con una nuova testimonianza e con l'arma del delitto, Ferguson ottiene un nuovo processo e viene assolto. Successivamente, il governatore autorizza l'esecuzione di Sullivan.
A casa, Armstrong riceve una chiamata da Sullivan, che afferma di avere un ultimo indizio da condividere, ma prima vuole che Armstrong faccia visita ai suoi genitori per portargli l'addio del figlio. Arrivato a casa, Armstrong vede vari oggetti religiosi, prima di trovare i loro corpi in decomposizione. Tornato alla prigione, Sullivan gli dice che lui e Ferguson hanno fatto un patto: Ferguson avrebbe ucciso i genitori di Sullivan in cambio della libertà, poiché Sullivan avrebbe poi rivendicato la responsabilità dell'omicidio della ragazza, commesso in realtà da Ferguson. Armstrong chiede perché fosse necessario per il loro piano, e Sullivan risponde che era "la chiamata di Bobby Earl": Armstrong infatti sarebbe molto più credibile nello stabilire i verdetti di Ferguson o Sullivan. Armstrong, arrabbiato per il raggiro subito, mente a Sullivan dicendogli che i suoi genitori sono vivi e che "lo perdonano", facendo così infuriare il killer. Successivamente, viene portato con la forza dalle guardie sulla sedia elettrica, dove viene giustiziato.
Armstrong e Brown perseguono Ferguson, poiché l'avvocato sospetta che Ferguson abbia rapito sua moglie e sua figlia. La motivazione di Ferguson si rivela essere il desiderio di vendetta verso la moglie di Armstrong, Laurie: era lei la pubblica accusa  in un precedente processo per stupro contro di lui. Ferguson dice di essere stato assolto per un problema tecnico ma che è stato brutalizzato e castrato in carcere, oltre a essere cacciato da Cornell e aver perso una borsa di studio: un fatto, questo, che ha rovinato così la sua vita e il suo futuro.
Nelle paludi locali, Armstrong trova sua moglie e sua figlia in una piccola baracca, dove appare subito Ferguson. I piani di Ferguson includono in qualche modo lo stupro e poi l'omicidio della moglie e della figlia di Armstrong per poi fare sparire i cadaveri. In un momento critico, Brown riappare (dopo essere stato attaccato e apparentemente ucciso da Ferguson). Lui e Armstrong si uniscono, riuscendo a ferire Ferguson, che cade in acqua e viene sbranato da un alligatore. La famiglia di Armstrong è così salva.

## Produzione
Per la produzione del film sono stati investiti circa 27 milioni di dollari. In un primo momento, Will Smith era stato considerato per il ruolo di Bobby Earl Ferguson.

## Accoglienza

### Incassi
Il film ha incassato 36,8 milioni di dollari al botteghino globale.

### Critica
Sull'aggregatore Rotten Tomatoes il film riceve il 26% delle recensioni professionali positive con un voto medio di 4,4 su 10 basato su 10 critiche.